# USS Saufley (DD-465)
USS Saufley (DD/DDE/EDDE-465) — эскадренный миноносец типа «Флетчер», состоявший на вооружении ВМС США. Назван в честь пионера американской морской авиации — лейтенанта Ричарда Софли.

Эсминец был заложен 27 января 1942 года на верфи Federal Shipbuilding and Drydock Company в Карни, Нью-Джерси. Спущен на воду 19 июля 1942 года и сдан в эксплуатацию 29 августа 1942 года. Первый командир корабля — лейтенант-коммандер Берт Браун.

## История
После небольшой подготовки у берегов Новой Англии эсминец сопроводил несколько прибрежных конвоев, а затем начал готовиться к переходу на Тихий океан. 9 ноября корабль вышел из Норфолка, 2 декабря прибыл в Нумеа, а тремя днями позже присоединился к силам, участвовавшим в кампании на Гуадалканале.

### 1943
Первоначально был назначен для сопровождения конвоя с подкреплениями от Эспириту-Санто к Лунга-пойнт, на северном берегу Гуадалканала. Затем занимался патрулированием вод к северу и западу от острова, также участвуя в обстрелах японских позиций. Во время эвакуации японских войск с острова, действовал в составе соединения TF 11. 19 февраля присоединился к участию в операции Cleanslate на островах Расселла.

В ходе операции прикрывал транспортные суда, оказывал артиллерийскую поддержку десанту на острова Павуву и Мбаника 21 февраля.

В марте нёс противолодочный дозор и обеспечивал безопасность конвоев в районе южнее Соломоновых островов, Новой Каледонии и Гебрид.

Совершил краткий поход в Сидней, в июне вернулся к Нумеа. 30 июня оказывал огневую поддержку при высадке десанта на Рендову.

В июле и августе эсминец участвовал в атаках на Нью-Джорджию, сопровождал конвои к Новым Гебридам и на остров Велья-Лавелья. 31 августа попал под обстрел японских береговых батарей, получил незначительные повреждения, потёрь не понёс.

В 10:11 15 сентября, во время перехода к Эспириту-Санто, вместе с эсминцем Montgomery и двумя торговыми судами, обнаружил торпеду. Saufley начал поиск подводной лодки. Через три с половиной часа он провёл пять бомбометаний, в 14:43 на поверхность поднялась японская субмарина Ro-101. Saufley открыл огонь по подлодке из артиллерии и пулемётов. Одновременно субмарину атаковала «летающая лодка», сбросившая на неё две бомбы. Вторая попала точно в цель, уничтожив подводную лодку.

Оставшуюся часть сентября эсминец занимался ночной охотой на десантные баржи японцев между островами Коломбангара и Шуазель, потопив четыре судна противника. В ночь на 1 октября подвергся налёту японской авиации и получил повреждения от бомб, два члена команды погибли, одиннадцать были ранены.

### 1944
Конец 1943 и января 1944 года Saufley эскортировал транспорты с подкреплениями на Бугенвиль. В феврале принимал участие в атаке на острова Грин, позволившей разорвать японскую линию снабжения Рабаул — Бука и обеспечившей американской авиации ещё один аэродром вблизи Рабаула. Затем участвовал в высадке десанта на остров Эмирау, что позволило сомкнуть кольцо вокруг японских позиций на Рабауле. 7 апреля, находясь в районе островов Эмирау и Муссау, эсминец установил контакт с подводной лодкой. В течение 45 минут, Saufley сбросил 18 глубинных бомб. После этого было зафиксировано два подводных взрыва. По японским данным, это была подводная лодка I-2. После проводки конвоя к островам Адмиралтейства 18 апреля вернулся в бухту Пёрвис Бэй и до начала мая был занят на учениях с TF 38.

4 мая эсминец пришёл в Пёрл-Харбор и вошёл в состав соединения TG 51.18, бывшего резервом для участия в операции Forager.

В июне участвовал в боевых действиях в районе островов Сайпан и Тиниан, оказывая огневую поддержку десантам. В июле выполнял те же задачи при вторжении на Гуам. 23 июля вернулся на Тиниан для поддержки десанта, кроме того — нёс службу в радиолокационном дозоре.

До 12 августа находился у Марианских островов, после чего ушёл в Сан-Франциско вместе с остальными кораблями 22 дивизиона эсминцев. 26 октября, после ремонта, вновь вернулся в зону боевых действий.

17 ноября прибыл на атолл Улити. Затем направился к заливу Лейте, осуществляя поиск подводных лодок противника по маршруту следования. 28 ноября неподалёку от острова Понсон была обнаружена японская подводная лодка I-46. Субмарина была атакована и уничтожена эсминцами Saufley, Renshaw, Waller и Pringle.

29 ноября эсминец получил повреждения после атаки камикадзе.

### 1945
7 января эсминец пришёл в море Сулу, в ночь на 8 января сбил атаковавший его японский самолёт. Утром 9 января американские корабли прибыли в залив Лингайен для оказания помощи десанту. 10 января эсминцем был сбит ещё один японский самолёт Aichi D3A. 12 января Saufley направился к заливу Лейте, а оттуда вышел вместе с конвоем к острову Моротай, откуда вернулся 26 января.

Большую часть февраля и марта провёл в районе Манильской бухты и Миндоро. С 31 марта по 4 апреля прикрывал высадку на Санга-Санга, а с 8 по 11 апреля на Холо, выполняя функцию флагмана и оказывая огневую поддержку десантам.

1 июля участвовал в десантной операции в Баликпапане. 22 июля вернулся на Моротай. В августе сопровождал конвои между заливом Лейте и Улити.

В начале сентября 1945 года пришёл к Рюкю, а оттуда к побережью Китая. Участвовал в операции по разминированию в дельте Янцзы. До 12 ноября корабль оставался в китайских водах, а затем направился в Сан-Диего.

В середине января 1946 года корабль пришёл для ремонта в Нью-Йорк. После завершения ремонтных работ ушёл в Чарлстон для подготовки к консервации.

### Послевоенная служба
С 12 июня 1946 года корабль находился в резерве. 15 марта 1949 года он был переклассифицирован в эскортный эсминец (DDE-465), а 15 декабря вновь вступил в строй в составе 2-го дивизиона эсминцев Атлантического флота. В 1950 году принимал участие в двух поисково-спасательных операциях. В июне подобрал 36 пассажиров с потерпевшего крушение авиалайнера, следовавшего из Пуэрто-Рико в Нью-Йорк. В октябре спас пилота самолёта Avenger с эскортного авианосца Palau.

1 января 1951 года корабль вновь был переклассифицирован в экспериментальный эскортный эсминец (EDDE-465) и вошёл в состав 601 дивизиона эсминцев, который дислоцировался на военной базе в Ки-Уэст, Флорида. В течение двенадцати лет корабли дивизиона занимались испытаниями новых образцов гидроакустического и противолодочного вооружения.

1 июля 1962 года Saufley снова был переклассифицирован в эсминец (DD-465). В конце июля был задействован в съёмках фильма «PT 109». В конце октября корабль был приведён в повышенную боевую готовность. С началом Карибского кризиса и блокады Кубы осуществлял патрулирование у берегов Флориды.

В течение следующих двух лет периодически привлекался к испытаниям новых образцов гидроакустики, участвовал в различных манёврах, выполнял функцию учебного корабля. В апреле 1963 года участвовал в операции по поиску атомной подводной лодки Thresher.

Осенью 1964 года корабль был переведён на базу в Норфолк, а 29 января 1965 года вновь выведен в резерв. 1 сентября 1966 года эсминец был исключён из состава ВМС. Тем не менее, он продолжал принимать участие в военно-научной работе. В 1967 году на него были установлены приборы для регистрации воздействия взрывов на корпус корабля. 20 февраля 1968 года, после серии испытаний, был затоплен недалеко от Ки Уэст в точке с координатами 24°27′ с. ш. 81°35′ з. д..

## Награды
За свою службу в ходе Второй Мировой войны корабль был награждён 16 Боевыми звёздами.